# L'Avenir français
L'Avenir français és un partit d'extrema dreta francès dirigit per Jean-Philippe Tanguy. Des de la seva creació, ha aconseguit representació a l'Assemblea Nacional en aliança amb Reagrupament Nacional.

## Història
El 20 de novembre de 2020, Jean-Philippe Tanguy, aleshores vicepresident de Debout la France, va anunciar que abandonava el partit enmig del desacord amb Nicolas Dupont-Aignan sobre l'estratègia a adoptar per a les eleccions regionals de 2021 i les presidencials de 2022 ; El van seguir en el seu plantejament una seixantena d'executius nacionals i càrrecs locals del partit, que van anunciar immediatament la posada en marxa, el gener següent, d'un moviment "gaullista i sobiranista" col·laborador amb Reagrupament Nacional.
El partit es va inaugurar oficialment el 22 de març, durant una roda de premsa a la qual va assistir Marine Le Pen. El partit es va definir llavors com un moviment independent aliat de RN.
L'Avenir français va guanyar 14 escons a les eleccions regionals de juny de 2021, tots escollits a les llistes de RN. Un any més tard, durant les eleccions legislatives de juny de 2022, van aconseguir sis escons a l'Assemblea Nacional, que seurien al Grup RN. Més endavant, a les eleccions anticipades de 2024, mantindrien 5 escons, que tornarien a adherirse- al Grup RN.

## Resultats electorals

### Eleccions presidencials
| Any  | Candidat               | 1a volta               | 1a volta               | 1a volta               | 2a volta               | 2a volta               | 2a volta               | Resultat |
| Any  | Candidat               | Vots                   | %                      | Pos.                   | Vots                   | %                      | Pos.                   | Resultat |
| ---- | ---------------------- | ---------------------- | ---------------------- | ---------------------- | ---------------------- | ---------------------- | ---------------------- | -------- |
| 2022 | Suport a Marine Le Pen | Suport a Marine Le Pen | Suport a Marine Le Pen | Suport a Marine Le Pen | Suport a Marine Le Pen | Suport a Marine Le Pen | Suport a Marine Le Pen | Derrota  |

### Eleccions legislatives
| Any   | 1a volta | 1a volta | Pos. | Escons  | Govern   |
| Any   | Vots     | %        | Pos. | Escons  | Govern   |
| ----- | -------- | -------- | ---- | ------- | -------- |
| 2022a | 152.102  | 0,67     | 15è  | 6 / 577 | Oposició |
| 2024a | 301.475  | 0,94     | 12è  | 5 / 577 | Oposició |

a A dins de les candidatures de RN.

### Eleccions regionals
| Any  | 1a volta              | 1a volta              | 1a volta              | 2a volta              | 2a volta              | 2a volta              | Consellers | Presidents |
| Any  | Vots                  | %                     | Pos.                  | Vots                  | %                     | Pos.                  | Consellers | Presidents |
| ---- | --------------------- | --------------------- | --------------------- | --------------------- | --------------------- | --------------------- | ---------- | ---------- |
| 2021 | Llistes comuns amb RN | Llistes comuns amb RN | Llistes comuns amb RN | Llistes comuns amb RN | Llistes comuns amb RN | Llistes comuns amb RN | 14 / 1.926 | 0 / 17     |

### Parlament Europeu
| Any  | Líder                | Vots       | %          | Escons | +/– | Grup |
| ---- | -------------------- | ---------- | ---------- | ------ | --- | ---- |
| 2024 | Jean-Philippe Tanguy | Dins de RN | Dins de RN | 0 / 81 | Nou | –    |